# 1898 en bande dessinée
| Années de la bande dessinée : 1895 - 1896 - 1897 - 1898 - 1899 - 1900 - 1901    |
| Décennies de la bande dessinée : 1860 - 1870 - 1880 - 1890 - 1900 - 1910 - 1920 |

Cet article présente les faits marquants de l'année 1898 en bande dessinée.

## Nouveaux albums
Voir aussi : Catégorie:Album de bande dessinée sorti en 1898

## Naissances
- 12 janvier : Harry Chesler, éditeur de comics
- 25 février : Lev Gleason, éditeur de comics
- 26 mai : Tom Sims, scénariste de comic strips (Popeye)